# Rhodohypoxis thodiana
Rhodohypoxis thodiana är en enhjärtbladig växtart som först beskrevs av Gert Cornelius Nel, och fick sitt nu gällande namn av Olive Mary Hilliard och Brian Laurence Burtt. Rhodohypoxis thodiana ingår i släktet Rhodohypoxis och familjen Hypoxidaceae. Inga underarter finns listade i Catalogue of Life.